# 玉龙街道 (赤峰市)
玉龙街道，是中华人民共和国内蒙古自治区赤峰市松山区下辖的一个乡镇级行政单位。

## 行政区划
玉龙街道下辖以下地区：
锦绣社区、王府社区、玉龙社区、温馨社区、长安社区和阳光社区。